# گناهکار (فیلم ۲۰۲۱)
گناهکار (به انگلیسی: The Guilty) یک فیلم جنایی آمریکایی محصول سال ۲۰۲۱ به کارگردانی و تهیه‌کنندگی آنتوان فوکوآ، از فیلمنامه نیک پیزولاتو است. این فیلم یک بازسازی از یک فیلم دانمارکی به همین نام است.
این فیلم اولین نمایش جهانی خود را در جشنواره بین‌المللی فیلم تورنتو ۲۰۲۱ در ۱۱ سپتامبر ۲۰۲۱ داشت. این فیلم در به صورت انتشار محدود در ۲۴ سپتامبر ۲۰۲۱ به نمایش درآمد و سپس در نتفلیکس در ۱ اکتبر به صورت دیجیتالی اکران شد. نقدهای مثبتی از منتقدان دریافت کرد و عملکرد جیلنهال مورد تحسین قرار گرفت، اما احساس می‌شود که بازسازی از فیلم اصلی پایین‌تر است.

## داستان
داستان این فیلم در طول یک روز و در یک مرکز فوریت‌های پلیس ۹۱۱ روی می‌دهد. جو بیلر اپراتور این مرکز است که می‌کوشد فردی که با پلیس تماس گرفته را از موقعیتی خطرناک خلاص کند اما کشف می‌کند که هیچ‌چیز آن‌گونه که به نظر می‌رسد نیست و…

## بازیگران
- جیک جیلنهال در نقش جو بایلر
- ایثن هاک در نقش گروهبان بیل میلر
- پیتر سارسگارد در نقش هنری فیشر، شوهر سابق امیلی
- رایلی کیئو در نقش امیلی لایتون
- پل دینو در نقش متیو فونتنوت
- دیوید کاستانیدا در نقش افسر تیم گراچی
- کریستینا ویدال
- آدریان مارتینز
- بیل بر
- بو نپ
- ادی پترسن

## تولید
فیلم‌برداری اصلی در نوامبر سال ۲۰۲۰ در لس آنجلس آغاز شد.